# Louis E. McComas
Louis Emory McComas (Condado de Washington, 28 de octubre de 1846-Washington D. C., 10 de noviembre de 1907) fue un abogado, político y jurista estadounidense que se desempeñó como representante, senador y juez asociado de la Corte Suprema del Distrito de Columbia y la Corte de Apelaciones del Distrito de Columbia.

## Primeros años
Nacido el 28 de octubre de 1846, en el condado de Washington, Maryland cerca de Hagerstown. Asistió a St. James College (ahora St. James School) en Maryland, luego se graduó de Dickinson College en Carlisle, Pensilvania en 1866 y read law en 1868. Fue admitido en el colegio de abogados y entró en la práctica privada en Hagerstown desde 1868 hasta 1892.

## Carrera

### Cámara de Representantes de los Estados Unidos
McComas fue un candidato republicano fracasado en las elecciones de 1876 para el 45.º Congreso de los Estados Unidos. Fue elegido como republicano por el 6.º distrito congresional de Maryland en la Cámara de Representantes de los Estados Unidos para el 48.º Congreso y a los tres congresos posteriores, sirviendo desde el 4 de marzo de 1883 hasta el 3 de marzo de 1891. Fue un candidato fallido para la reelección en 1890 al 52.º Congreso. Fue secretario del Comité Nacional Republicano en 1892.

### Abogacía
Durante el período posterior a su salida de la Cámara de Representantes de los Estados Unidos hasta su nombramiento judicial federal, McComas reanudó la abogacía en Baltimore, Maryland. También fue profesor de derecho internacional en la Universidad de Georgetown en Washington D. C..

### Corte Suprema del Distrito de Columbia
McComas recibió un nombramiento en receso del presidente Benjamin Harrison el 17 de noviembre de 1892 para un puesto de juez asociado en la Corte Suprema del Distrito de Columbia (ahora el Tribunal de Distrito de los Estados Unidos para el Distrito de Columbia) vacante por el juez asociado Martin V. Montgomery. Fue nominado para el mismo puesto por el presidente Harrison el 6 de diciembre de 1892. Fue confirmado por el Senado de los Estados Unidos el 25 de enero de 1893 y recibió su comisión el mismo día. Su servicio terminó el 3 de marzo de 1899 debido a su renuncia.

### Senado de los Estados Unidos
McComas fue elegido republicano para el Senado de los Estados Unidos por Maryland y sirvió desde el 4 de marzo de 1899 hasta el 3 de marzo de 1905. Fue presidente del Comité de Organización, Conducta y Gastos de los Departamentos Ejecutivos del 56.º Congreso de los Estados Unidos y presidente del Comité de Educación y Trabajo de los 57.º y 58.º Congresos de los Estados Unidos.

### Corte de Apelaciones del Distrito de Columbia
McComas recibió un nombramiento en receso del presidente Theodore Roosevelt el 26 de junio de 1905 para un puesto de juez asociado en la Corte de Apelaciones del Distrito de Columbia (ahora la Corte de Apelaciones de los Estados Unidos para el Circuito del Distrito de Columbia) vacante por el juez asociado Martin Fernando Morris. Fue nominado para el mismo puesto por el presidente Roosevelt el 5 de diciembre de 1905. Fue confirmado por el Senado de los Estados Unidos el 6 de diciembre de 1905 y recibió su comisión el mismo día. Su servicio terminó el 10 de noviembre de 1907, debido a su muerte en Washington D. C.. Fue enterrado en el cementerio de Rose Hill en Hagerstown, Maryland.

## Vida personal
La nieta de McComas, Katharine Byron, y su bisnieto, Goodloe Byron, también representaron a Maryland en la Cámara de Representantes de los Estados Unidos, ambos desde el mismo escaño que ocupó McComas.